# Seznam ameriških nogometašev
Seznam ameriških nogometašev.

## A
Freddy Adu - Jeff Agoos - Michelle Akers - Nelson Akwari - Chris Albright - Chris Aloisi - Arturo Alvarez - Mike Ammann - Kevin Ara - Bruce Arena - Kenny Arena - Chris Armas - Davy Arnaud - 

## B
Marcelo Balboa - Orest Banach - Devin Barclay - Chad Barrett - Wade Barrett - DaMarcus Beasley - Jamar Beasley - Kyle Beckerman - Matt Behncke - Gregg Berhalter - Nikolas Besagno - Carlos Bocanegra - Nat Borchers - Bobby Boswell - Scott Bower - Michael Bradley (nogometaš) - Dustin Branan - Paul Bravo - Paul Broome - Adin Brown - C.J. Brown - Chris Brown (nogometaš) - Edson Buddle - Scott Buete - Jose Burciaga mlajši - Mike Burns - Jon Busch -

## C
Danny Califf - Paul Caligiuri - Knox Cameron - Joe Cannon (nogometaš) - Craig Capano - Chris Carrieri - Brian Carroll - Conor Casey - Jeff Cassar - Ryan Caugherty - Brandi Chastain - Steve Cherundolo - Brian Ching - Mark Chung - Jordan Cila - Denny Clanton - Ricardo Clark - Fernando Clavijo - Ryan Cochrane - Jimmy Conrad - Bobby Convey - Jon Conway - Kenny Cooper - Ramiro Corrales - D.J. Grofess - Matt Crawford - Steve Cronin - Leo Cullen - Jeff Cunningham - Jim Curtin - Ali Curtis - Kenny Cutler - 

## D
Brad Davis (nogometaš) - Rick Davis - Troy Dayak - Antonio de la Torre - Clint Dempsey - Eric Denton - Justin Detter - Joey DiGiamarino - Mark Dodd - Tighe Dombrowski - Landon Donovan - Thomas Dooley - John Doyle (nogometaš) - Mike DuHaney - Todd Dunivant - Brian Dunseth - 

## E
Maurice Edu - Michael Erush - Alecko Eskandarian - Andranik Eskandarian -

## F
Lorrie Fair - Byron Foss - Julie Foudy - Joe Franchino - Robin Fraser - Hunter Freeman - Brad Friedel - 

## G
Joe Gaetjens - Bob Gansler - Nick Garcia - Josh Gardner - Scott Garlick - Eddie Gaven - Chris Gbandi - Cory Gibbs - Francisco Gomez - Herculez Gomez - Billy Gonsalves - Guillermo Gonzalez - Luchi Gonzalez - Clarence Goodson - Alan Gordon (nogometaš) - Ned Grabavoy - Taylor Graham - Kelly Gray - Leonard Griffin - Josh Gros - Diego Gutierrez - Brad Guzan - 

## H
Marcus Hahnemann - Mia Hamm - John Harkes - Wes Hart - Kevin Hartman - Rhett Harty - Jay Heaps - April Heinrichs - Frankie Hejduk - Chris Henderson - Stephen Herdsman - Daniel Hernandez - Jason Hernandez - Will Hesmer - Tim Howard - Greg Howes - 

## I
Zak Ibsen - Ugo Ihemelu - 

## J
Nate Jaqua - Mike Jeffries - Jack Jewsbury - Christian Jimenez - Aron Jóhannsson - Will John - Edward Johnson - Jemal Johnson - Steve Jolley - Matt Jordan -

## K
Brian Kamler - Daniel Karbassiyoon - Gus Kartes - Kasey Keller - Dominic Kinnear - Jovan Kirovski - C.J. Klaas - Chris Klein (nogometaš) - Frank Klopas - Ritchie Kotschau - Wojtek Krakowiak - Luke Kreamalmeyer - Jason Kreis - 

## L
Manny Lagos - Alexi Lalas - Doug Lascody - Roy Lassiter - Tim Lawson - Chris Leitch - Marshall Leonard - Roger Levesque - Eddie Lewis - Ricky Lewis - Kristine Lilly - Mark Lisi - Carlos Llamosa - 

## M
Brian McBride - Mike Magee (nogometaš) - Brian Maisonneuve - Johanes Maliza - Justin Mapp - Kate Markgraf - Jesse Marsch - Chad Marshall - Antonio Martínez - Kyle Martino - Pablo Mastroeni - Clint Mathis - Ty Maurin - Matt McKeon - Tony McManus (nogometaš) - Carlos Mendes - Tony Meola - Tiffeny Milbrett - John Minagawa-Webster - Edwin Miranda - Heather Mitts - Drew Moor - Joe-Max Moore - Brian Mullan - Richard Mulrooney - 

## N
Bryan Namoff - Pat Noonan - John O'Brien (nogometaš) - Leighton O'Brien - Heather O'Reilly - Danny O'Rourke - Jesús Ochoa - Ben Olsen - Oguchi Onyewu - Bo Oshoniyi - 

## P
Jeff Parke - Michael Parkhurst - Bert Patenaude - Ross Paule - Logan Pause - Orlando Perez - Troy Perkins - Mike Petke - Matt Pickens - Rusty Pierce - Aaron Pitchkolan - Eddie Pope - Dan Popik - Ryan Pore - Preki - Brandon Prideaux - Rokas Pukštas

## Q
Santino Quaranta - Eric Quill - 

## R
Steve Ralston - Tab Ramos - Ante Razov - Tim Ream - Cat Reddick - Tim Regan - David Regis - Matt Reis - Claudio Reyna - Bobby Rhine - Nick Rimando - Henry Ring - Michael Ritch - Brian Roberts (nogometaš) - Eddie Robinson (nogometaš) - Chris Rolfe - Chris Roner - Giuseppe Rossi - Werner Roth (nogometaš) - Ian Russell - Robbie Russell (nogometaš) -

## S
Alejandro Salazar - Philip Salyer - Tony Sanneh - Dave Sarachan - Christopher Sawyer - Andrew Shue - Frankie Simek - Clyde Simms - Kyle Singer - Johann Smith - Jonathan Spector - Seth Stammler - Earnie Stewart - Jeff Stewart - David Stokes - Jordan Stone - Marcus Storey - Ryan Suarez - Gary Sullivan (nogometaš) - Jamal Sutton - John Swann (nogometaš) - Danny Szetela - 

## T
Carey Talley - Matt Taylor - David Testo - Bobby Thompson (nogometaš) - Jason Thompson (nogometaš) - Scot Thompson - Cobi Jones - Zach Thornton - John Thorrington - Arturo Torres - Seth Trembly - Taylor Twellman - 

## V
Peter Vagenas - Scott Vallow - Greg Vanney - Luke Vercollone - Peter Vermes - Sasha Victorine - 

## W
David Wagenfuhr - Craig Waibel - Jamil Walker - Jonny Walker - Abby Wambach - Tim Ward - Doug Warren - Dante Washington - Jamie Watson - Roy Wegerle - Zach Wells - Brian West (nogometaš) - Zak Whitbread - Evan Whitfield - Richie Williams - Chris Wingert - Josh Wolff - John Wolyniec - Eric Wynalda - 

## Y
David Yelldell - Alex Yi - 

## Z
Kerry Zavagnin - Craig Ziadie - Ethan Zohn - Graham Zusi -